# Alipay
Alipay (кит. 支付宝) — одна из крупнейших платёжных систем, входящих в Alibaba Group. Основана в 2004 году. Кроме использования внутри группы для оплаты предлагаемых Alibaba Group продуктов, данную платёжную систему также используют более 460 тысяч других компаний. Не так давно компанией была разработана система оплаты заказа напрямую с мобильного телефона, а также заключён договор о сотрудничестве с одним из крупнейших операторов сотовой связи Китая China Unicom.

## История
Сервис был впервые запущен компанией Taobao в 2003 году. Число зарегистрированных пользователей по состоянию на 6 июля 2009 года превысило 200 млн, а ежедневный оборот превысил 700 млн юаней.
Народный банк Китая, центральный банк Китая, в июне 2010 года издал правила лицензирования сторонних платежных провайдеров. Он также издал отдельные руководящие принципы для платежных учреждений, финансируемых из-за рубежа.Из-за этого Alipay, на долю которой приходилось половина рынка небанковских онлайн-платежей в Китае, была реструктурирована как отечественная компания, контролируемая генеральным директором Alibaba Джеком Ма, чтобы облегчить одобрение лицензии регулирующими органами.
Передача права собственности Alipay в 2010 году была спорной, в 2011 году СМИ сообщили, что Yahoo! и Softbank (контролирующие акционеры Alibaba Group) не были проинформированы о продаже по номинальной стоимости. Китайские деловые издания Century Weekly раскритиковали Ма, который заявил, что совет директоров Alibaba Group был осведомлен об этой сделке. Этот инцидент был подвергнут критике в иностранных и китайских СМИ как наносящий ущерб иностранному доверию к китайским инвестициям. Спор о собственности был разрешен Alibaba Group, Yahoo! и Softbank в июле 2011 года.
По состоянию на декабрь 2010 года в платёжной системе Alipay было зарегистрировано более 550 миллионов пользователей, при этом каждые сутки осуществляется около 8,5 миллионов транзакций, что в денежном эквиваленте составляет 385 млн долл. По результатам 2011 года доля платёжной системы Alipay в сегменте электронных платежей превысила 50 %, что составляет ориентировочно 46 млрд долларов.
В 2013 году Alipay запустила платформу финансовых продуктов под названием Yu'ebao (кит. 余额宝). Alibaba (материнская компания Alipay) сообщила, что в середине 2016 года у нее было 152 миллиона пользователей Yu'ebao, а средства под управлением составляли 810 миллиардов юаней (117 миллиардов долларов США). По состоянию на июнь 2013 года у компании все еще было то, что она назвала "незначительной проблемой с оформлением документов" с Комиссией по регулированию ценных бумаг Китая, но компания заявила, что планирует расширить продукт, пока они будут разбираться.
В 2015 году материнская компания Alipay была переименована в Ant Financial Services Group.
В 2017 году Alipay представила свой платежный сервис распознавания лиц. А также прекратила предоставление услуги баланса счета (balance service) для клиентов AliExpress с 1 января 2017 года. Суммы счетов до 30 долларов США переведены в купоны, которые можно потратить в течение 1 года. Суммы, превышающие 30 долларов США, предлагалось возвращать на банковский счёт владельца. Минимальный комиссионный сбор каждого такого возврата составляет не менее 15 долларов США.
В 2020 году Alipay превратилась из платежного финансового инструмента в открытую платформу для цифровой жизни.
В 2021 году мандат Министерства промышленности и информационных технологий (MIIT) на открытие экосистем "огороженного сада" крупных технологических компаний привел к внедрению совместимости платежных QR-кодов Alipay и конкурирующих платформ WeChat Pay и UnionPay Cloud QuickPass.

## Сервисы
Alipay сотрудничает с 65 финансовыми организациями, среди них — платёжные системы Visa и MasterCard, почтовый сервис China Post, оператор сотовой связи China Unicom а также крупные мировые и региональные банки.
На территории России крупнейшим оператором Alipay является национально значимая платежная система Sendy. К Alipay на территории РФ подключены РЖД, Рив Гош, Иль Дэ Ботэ, Азбука вкуса, ГУМ, ЦУМ, Спортмастер, Бургер Кинг, Сбербанк России и другие крупные торговые сети и предприятия.
Alipay используется в смартфонах с их приложением Alipay Wallet. Платежные коды с QR-кодом используются для местных платежей в магазине. Приложение Alipay также предоставляет такие функции, как оплата счетов по кредитным картам, управление банковскими счетами, P2P-переводы, пополнение счета мобильного телефона по предоплате, покупка билетов на автобус и поезд, заказы продуктов питания, аренда транспортных средств, выбор страховки и хранение цифровых идентификационных документов. Alipay также позволяет осуществлять онлайн-чек на большинстве китайских веб-сайтов, таких как Taobao и Tmall. Приложение Alipay позволяет пользователям добавлять свои собственные услуги, предоставляемые разными компаниями, чтобы создать более персонализированный опыт.
С конца 2008 года Alipay продвигает услуги оплаты государственных услуг и охватила более 300 городов по всей стране, оказывая поддержку более чем 1200 организациям-партнерам. В дополнение к коммунальным платежам, таким как вода и электричество, Alipay также расширяет свои услуги в таких областях, как оплата транспортных штрафов, сборов за недвижимость и сборов за кабельное телевидение. Распространенные онлайн-платежные услуги также включают оплату гидроэнергетического угля, оплату обучения и штраф за нарушение правил дорожного движения.
15 января 2009 года Alipay запустила сервис погашения задолженности по кредитным картам, поддерживающий 39 кредитных карт, выпущенных отечественными банками. В настоящее время это самая популярная сторонняя платформа для погашения долгов. Основными преимуществами являются бесплатная проверка счетов по кредитной карте, выплаты без административного сбора, а также автоматическое погашение, напоминания о погашении и другие дополнительные услуги. В первом квартале 2014 года 76% кредитных карт также были оплачены с помощью кошелька Alipay.
С декабря 2013 года несколько сетевых компаний, занимающихся круглосуточными магазинами, в том числе Meiyijia, Hongqi Chain, Qishiduo C-STORE и 7-Eleven, последовательно поддерживают оплату Alipay. В декабре пекинские таксисты начали принимать Alipay для оплаты проезда. Впоследствии доступ к Alipay получили кинотеатры Wanda Cinema, Joy City, Wangfujing и другие крупные розничные компании, а также кинотеатры, KTV и компании общественного питания.
С 26 марта 2019 года при оплате кредитной картой через Alipay будет взиматься плата за обслуживание. Клиенты оплачивают только ту часть платежа, которая превышает 2000 юаней, по ставке 0,1%.
В ноябре 2019 года Alipay представила Tourpass, компонент сервиса, который позволяет некитайским пользователям использовать функцию мобильных платежей, предварительно загрузив в приложение иностранную валюту, эквивалентную китайским юаням.
В 2020 году Alipay использовала систему QR-кодов, чтобы помочь сдержать вспышку COVID-19. Система кодов здоровья помечает пользователей одним из трех цветов в зависимости от их местоположения, основной медицинской информации и истории путешествий.